# Basilique Saint-Aubin en Notre-Dame-de-Bonne-Nouvelle de Rennes
Pour les articles homonymes, voir Église Notre-Dame, Notre-Dame et Bonne-Nouvelle.
La basilique Saint-Aubin en Notre-Dame-de-Bonne-Nouvelle de Rennes est une basilique mineure catholique située dans le centre-ville de Rennes, en Bretagne, sur la place Sainte-Anne.
L'édifice actuel, inachevé, remplace une ancienne église homonyme située sur la même place. Il a été érigé en basilique le 6 août 1916.

## Localisation
L'église se situe au nord du quartier Centre de Rennes, au nord de la place Sainte-Anne. Ses façades nord et est sont bordées par le contour Saint-Aubin.
La rue de Saint-Malo, à l'ouest la sépare du couvent des Jacobins.

## Contexte: existence d'une église démolie aujourd'hui
L'ancienne église, démolie en 1904[Information douteuse], se trouvait au nord de la ville, hors des remparts de Rennes et occupait la partie ouest de l'actuelle place Saint-Anne. Attestée au XIIe siècle, elle datait en majeure partie des XVIIe et XVIIIe siècles, elle avait accueilli à partir du XIXe siècle, le culte de Notre-Dame-de-Bonne-Nouvelle, primitivement sis dans le couvent des Jacobins.
Guy XII de Laval fait continuer les travaux commencés par Jean IV de Bretagne pour la construction de Notre-Dame-de-Bonne-Nouvelle de Rennes, fondée à la suite de la bataille d'Auray en 1364. Le chœur et une partie des dortoirs et des cloîtres sont achevés par ses soins.

## Historique de la basilique

### Un manifeste chrétien au cœur de la cité

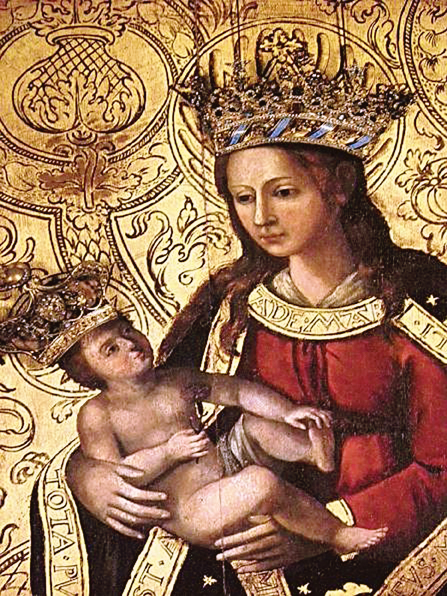
Tableau de Notre-Dame-de-Bonne-Nouvelle.

La construction de la basilique Notre-Dame-de-Bonne-Nouvelle s'inscrit dans l'ample mouvement de rénovation et remplacement du parc immobilier paroissial en France au cours de la période concordataire, particulièrement sensible dans l'archidiocèse de Rennes. L'édifice, érigé en pleine troisième république est venu se substituer à l'ancienne église paroissiale Saint-Aubin. 
La tradition rapporte que le duc de Bretagne Jean de Montfort attribua la victoire du parti des Montfort sur les Blois, lors de la Guerre de Succession de Bretagne, au cours de la bataille d'Auray en 1364, à l'intercession de la Vierge Marie. Il fonda en 1368 le couvent dominicain de Rennes qui prit rapidement le nom de couvent de Bonne-Nouvelle. Un tableau peint sur bois de la Vierge à l'Enfant devint au cours du XVe siècle l'objet de la vénération des fidèles rennais.
Divers miracles auraient accompagné cette dévotion, notamment la fin d'une épidémie de peste en 1634, consécutive à un vœu conditionnant la réalisation d'une maquette en argent massif de la ville de Rennes à l'arrêt du fléau. Pareillement, lors du grand incendie de Rennes du 23 décembre 1720, la Vierge de Bonne-Nouvelle serait apparue dans le ciel, l'évènement étant représenté sur un tableau de la basilique Saint-Sauveur.
Toujours est-il que l'œuvre votive fut fondue à la Révolution et remplacée après une épidémie de choléra en 1849 par un nouvel ex-voto datant de 1861. Lors de l'invasion prussienne de 1871, Mgr Godefroy Brossay-Saint-Marc décida d'offrir un cierge à Notre-Dame-de-Bonne-Nouvelle chaque 8 septembre (fête de la Nativité de Marie), si la ville était épargnée. Cette tradition s'est perpétuée et l'église Saint-Aubin a été érigée en basilique le 6 août 1916.

Actes de dévotion représentés par les vitraux
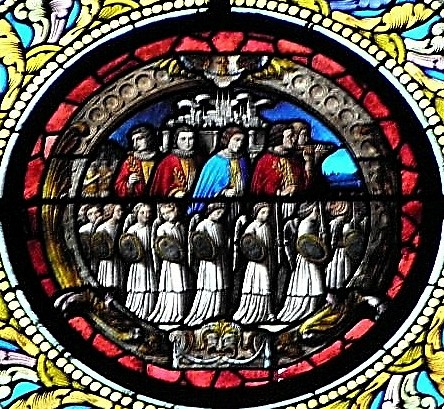
Procession du vœu de Notre-Dame-de-Bonne-Nouvelle.
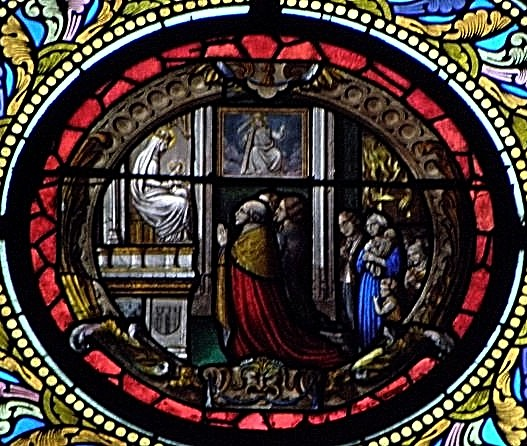
Mgr Louis-Guy de Guérapin de Vauréal en prière en 1732.

Plaques commémoratives au dos du maître-autel
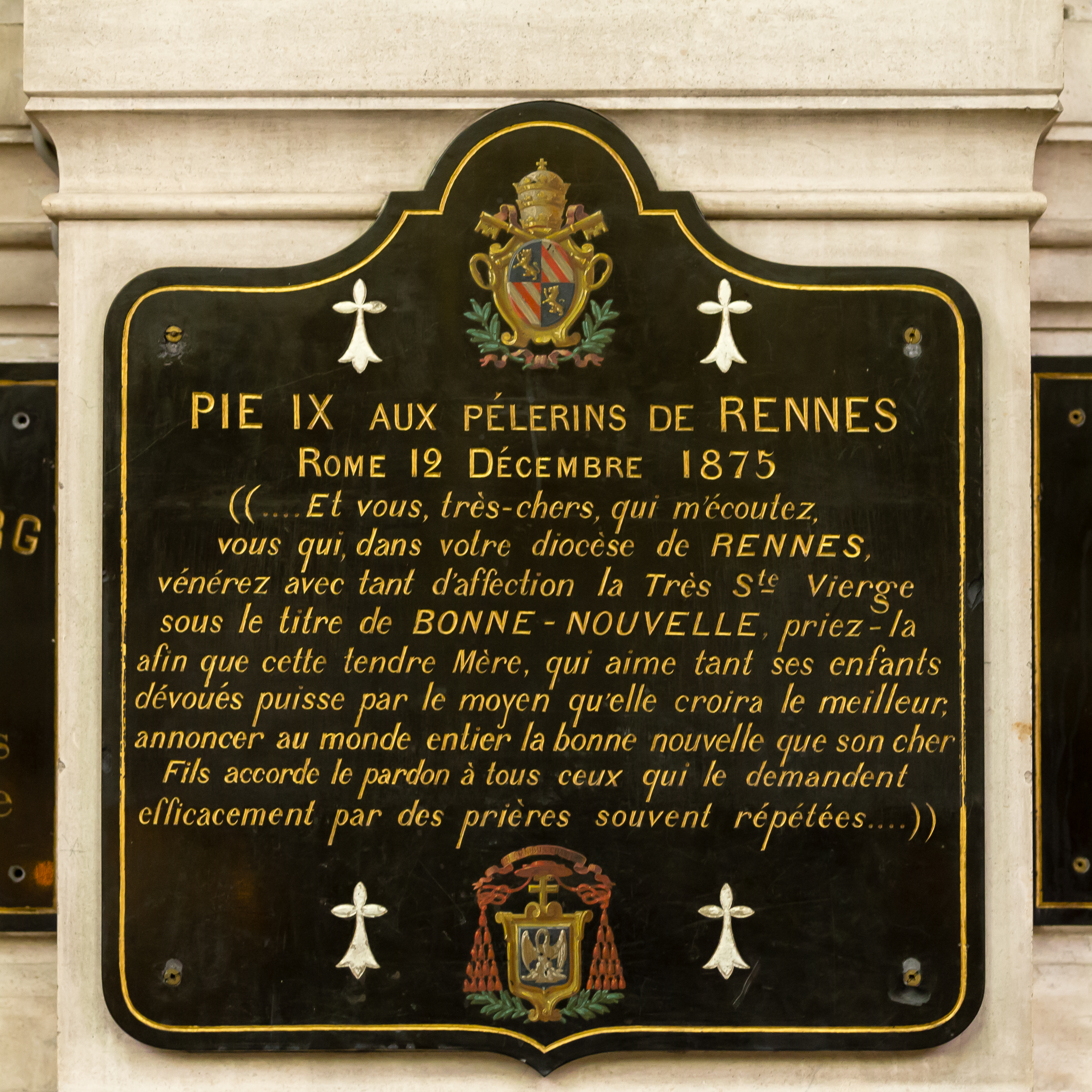
Vœu du pape Pie Ⅸ aux pèlerins de Rennes en 1875.
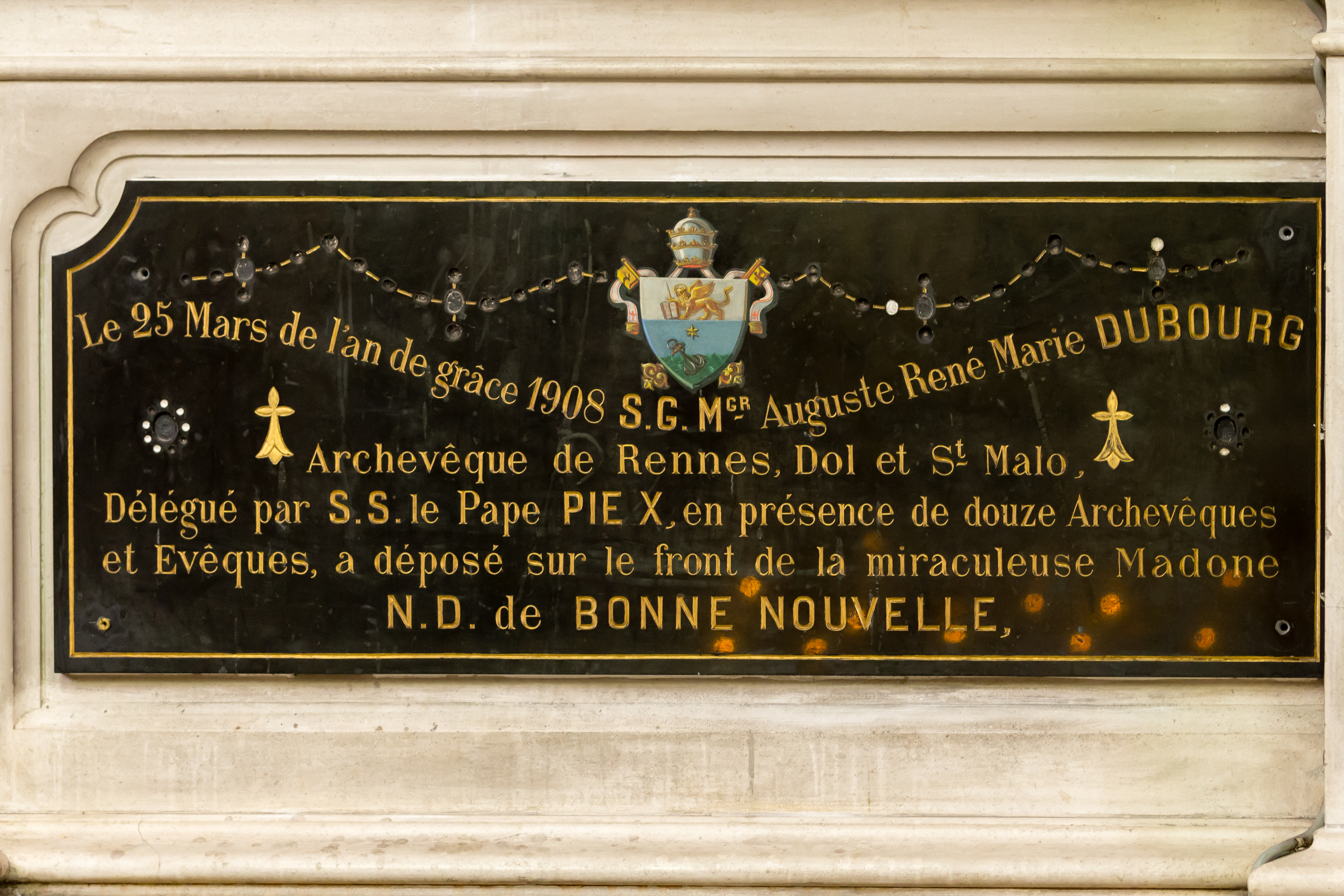
Couronnement du tableau de Notre-Dame de Bonne Nouvelle en 1908. (1)
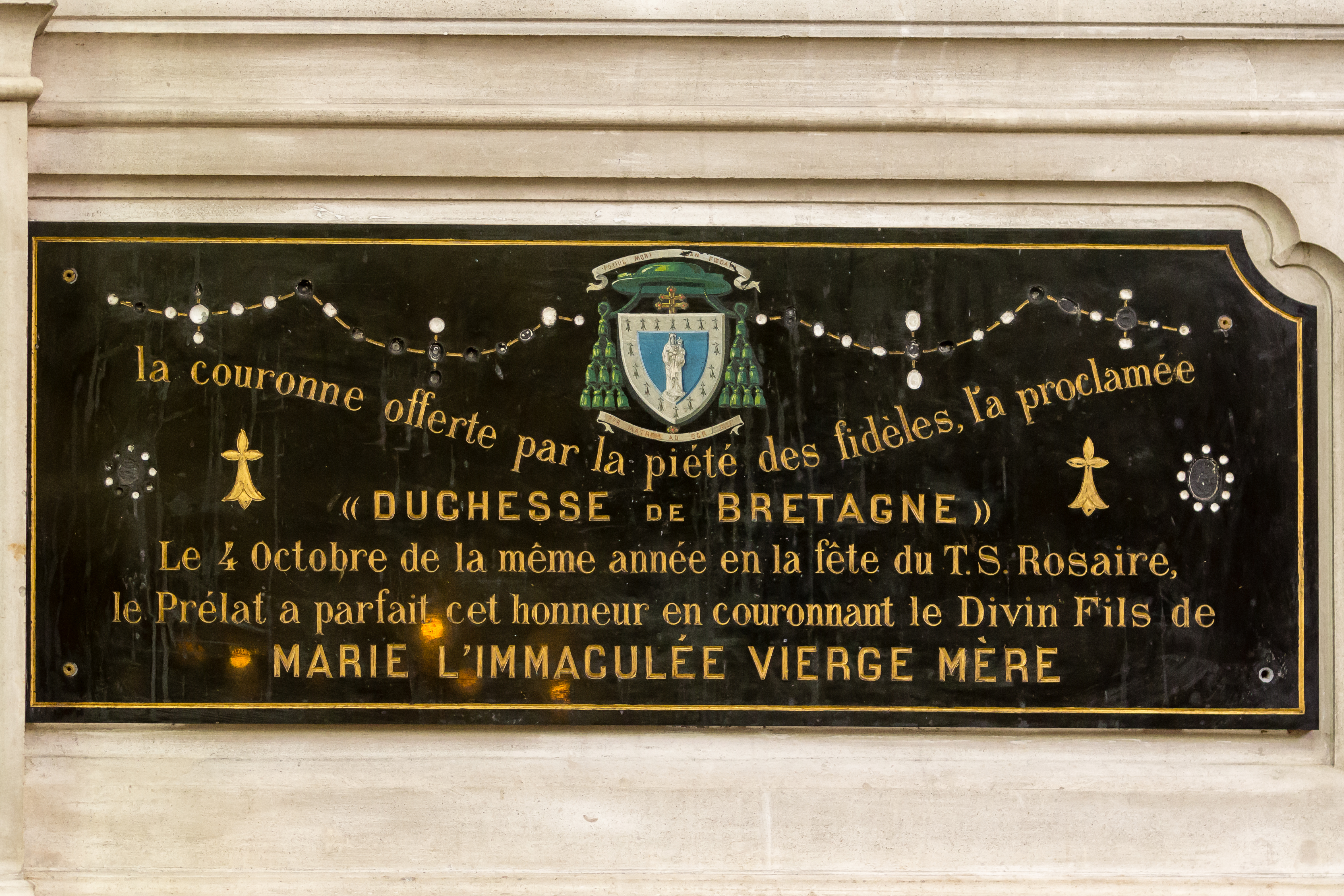
Couronnement du tableau de Notre-Dame de Bonne Nouvelle en 1908. (2)

### L'élément structurant d'un projet urbanistique

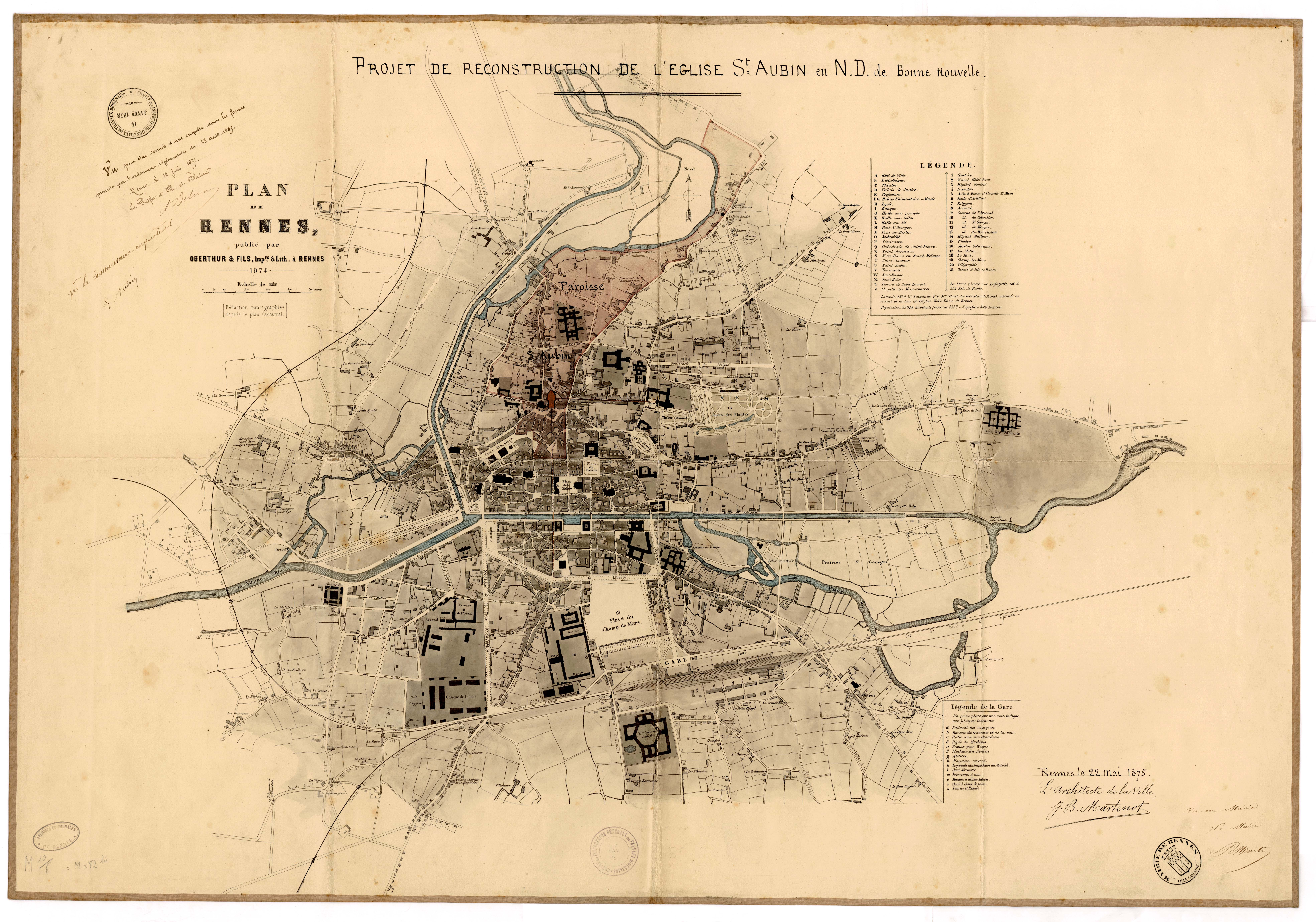
Plan de Rennes avec l'implantation de l'église, 1873, par Jean-Baptiste Martenot.

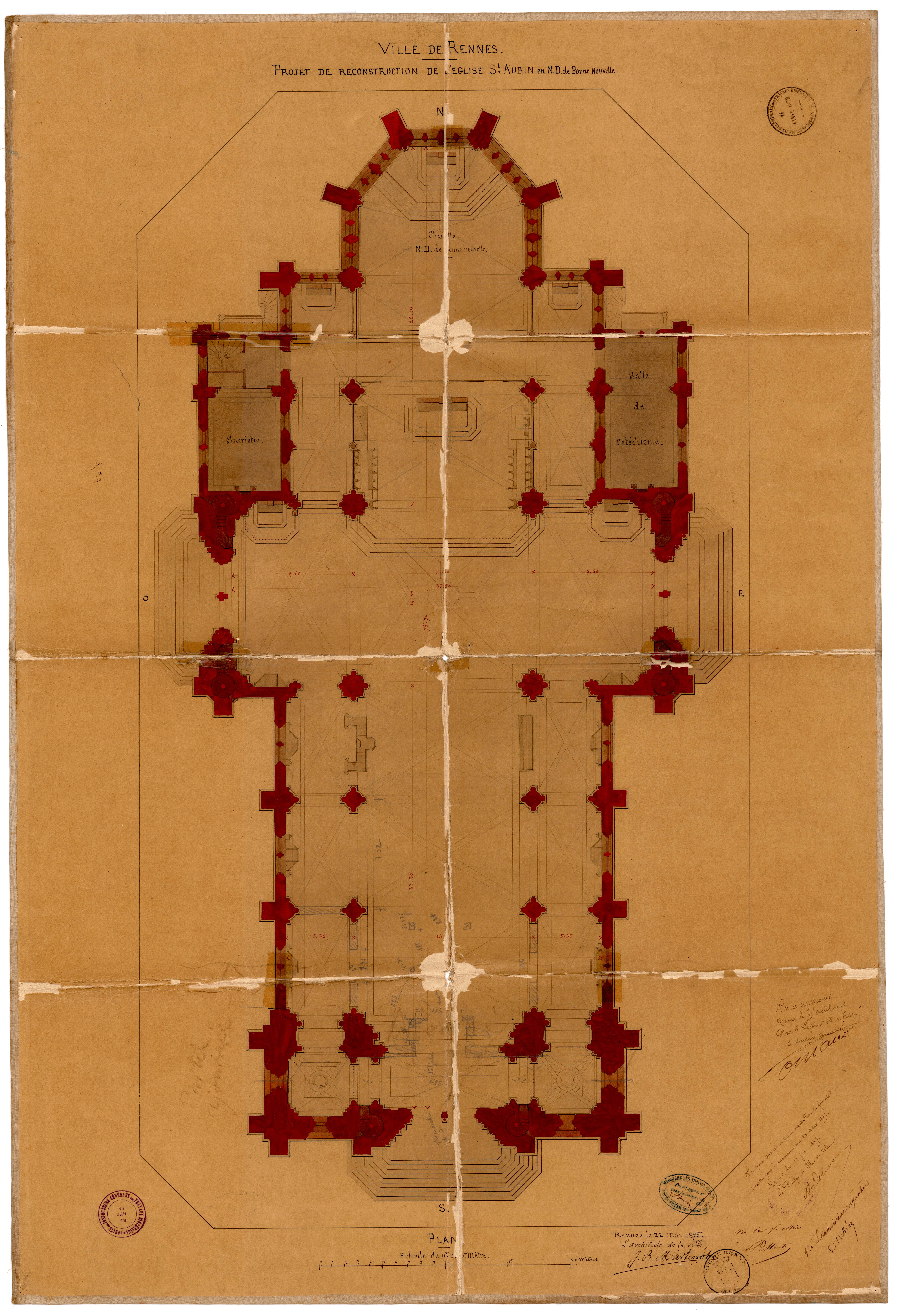
Plan de Saint-Aubin, 1875, par Jean-Baptiste Martenot.

L'église Saint-Aubin a été édifiée de 1884 à 1904 sur les plans de Jean-Baptiste Martenot, architecte de la ville de Rennes. À compter de 1895, Emmanuel Le Ray pris la tête du chantier, poursuivant l'œuvre de son prédécesseur mais laissant néanmoins l'édifice inachevé. Dépourvu de massif antérieur, présentant une décoration intérieure partiellement réalisée, il n'en constitue pas moins le manifeste du style néogothique triomphant dans la capitale bretonne.
Le projet originel de l'architecte s'inscrivait dans un programme d'urbanisme beaucoup plus large, Martenot prévoyant la restructuration et la régularisation de l'actuelle place Sainte-Anne avec la percée de l'îlot du Champ-Jacquet par une artère prolongeant les rues de l'Horloge et de Châteaurenault. Si cet axe ne put être réalisé, la destruction de l'ancienne église Saint-Aubin permit d'accroître sensiblement la place vers l'ouest, le quartier s'enrichissant par ailleurs d'un groupe scolaire, œuvre du même architecte. Si Martenot entendait faire de Saint-Aubin l'édifice structurant d'un nouveau quartier alors en expansion, il n'en sacrifia pas moins son orientation, le chevet étant tourné vers le nord. L'isolement de l'église par la rue du contour Saint-Aubin participait du souci hygiéniste propre à un architecte voyer sensible également aux effets de perspective induits par la monumentalité du bâtiment et l'établissement de voies d'accès en rapport. À défaut de façade principale, la création de la rue de Bonne-Nouvelle magnifia l'entrée du transept droit, dans l'axe de la rue Saint-Melaine et de l'ancienne abbatiale bénédictine.

### Histoire récente

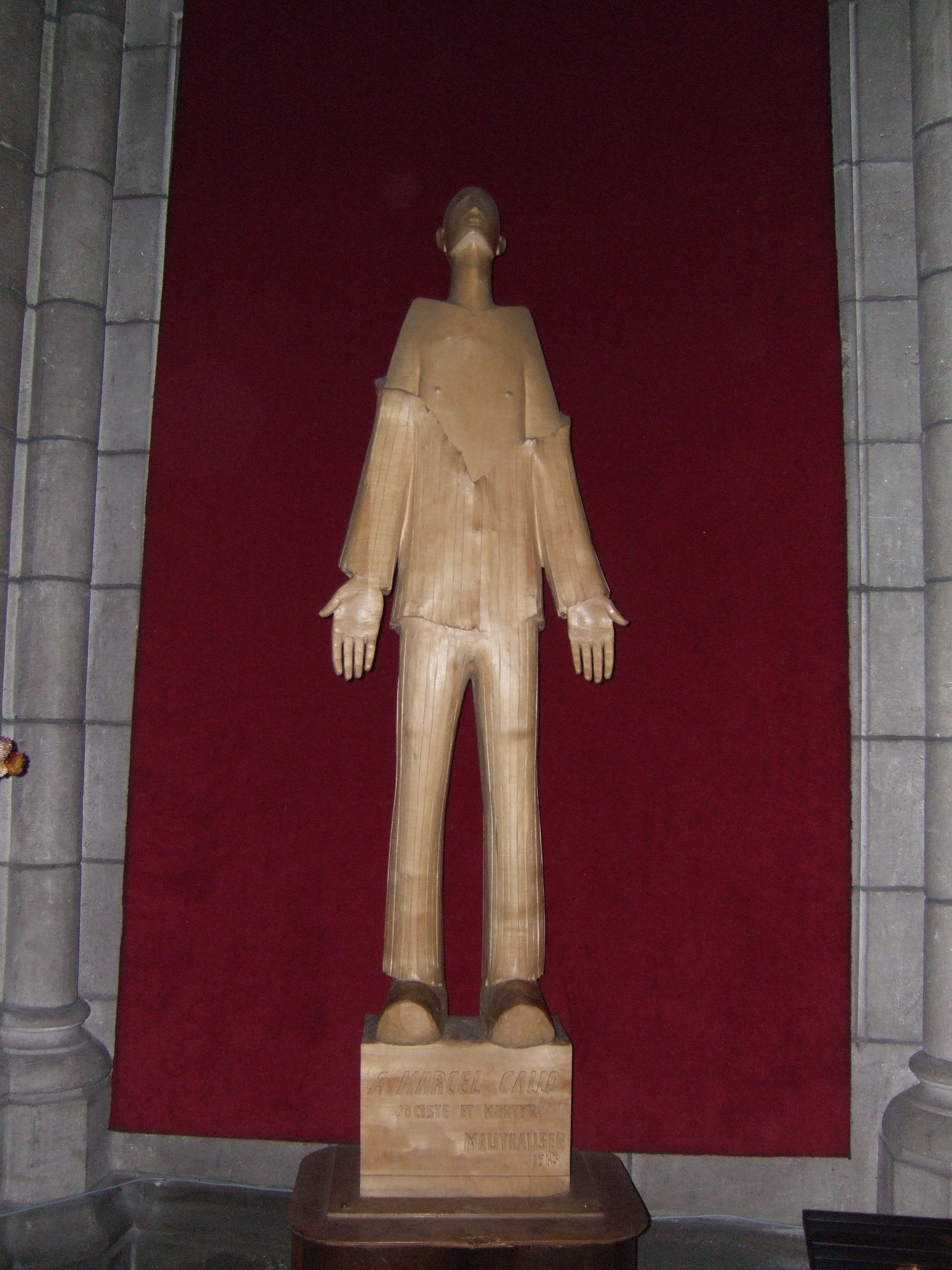
Statue de Marcel Callo en l'église Saint-Aubin de Rennes

L'église Saint-Aubin étant la paroisse où est né le bienheureux Marcel Callo et l'église où il a été baptisé, un lieu permanent à sa mémoire y a été installé à la suite de sa béatification le 4 octobre 1987, par Jean-Paul II. On y trouve une statue (voir photo).

## Architecture

### Le témoin du renouveau gothique auXIXesiècle

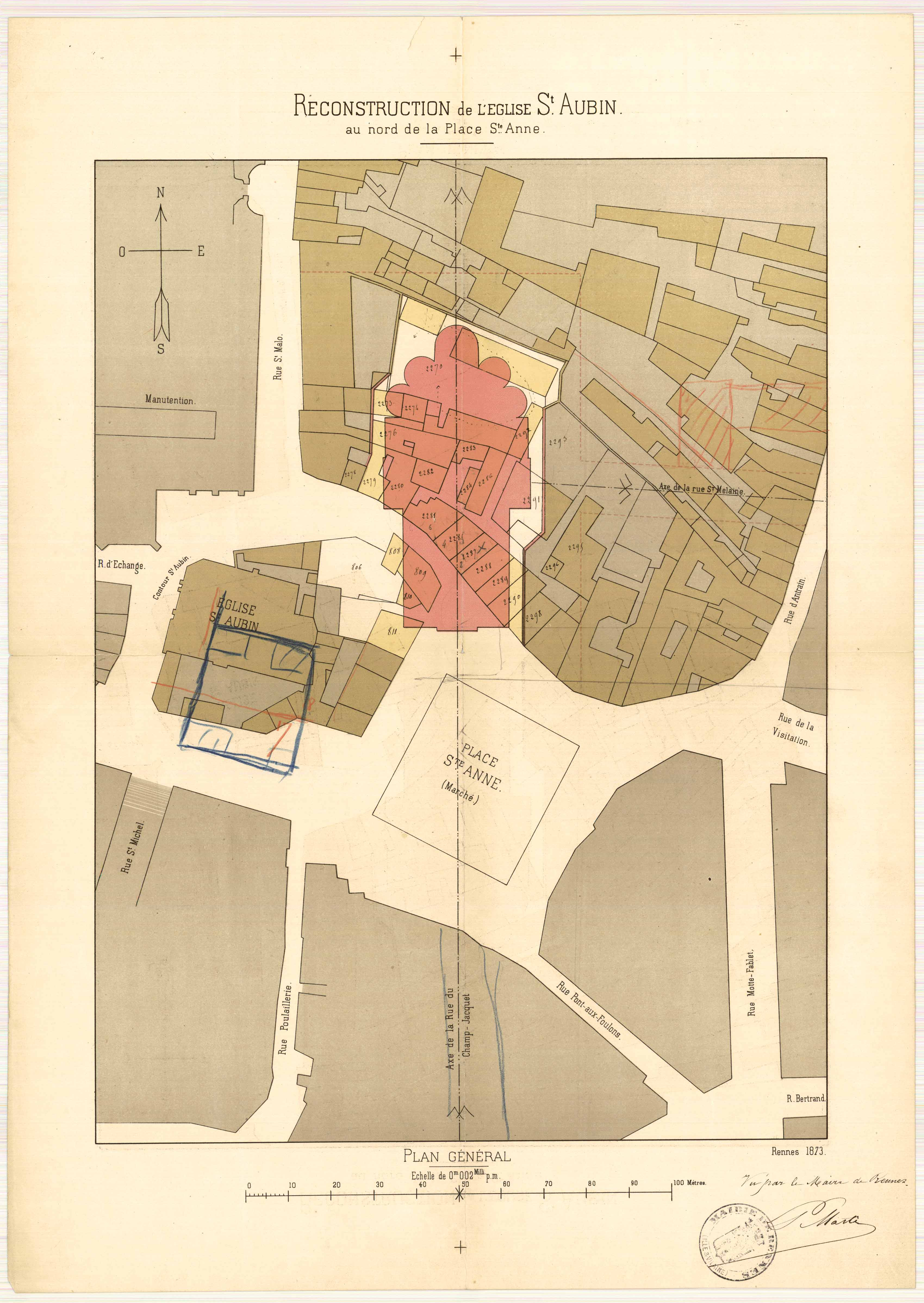
Plan de reconstruction nord de la place Sainte-Anne, 1873.

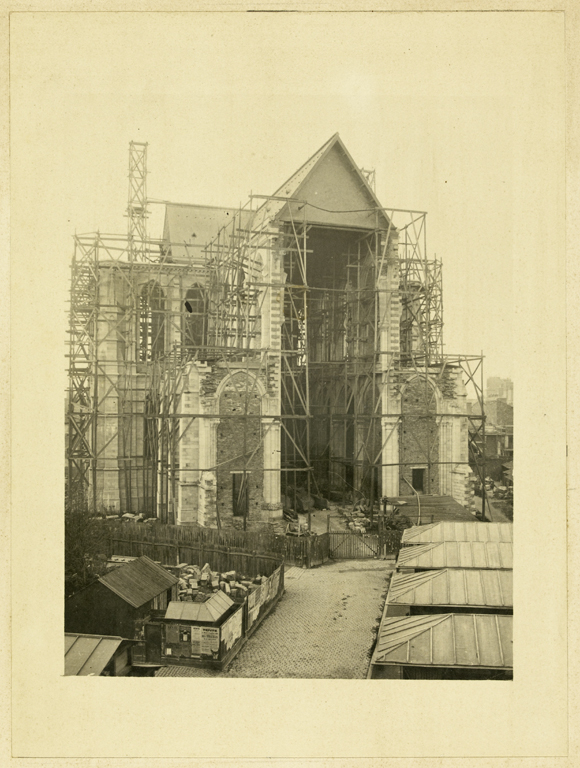
Construction en 1898.

Le plan de l'église Saint-Aubin essaye de concilier les impératifs d'un édifice paroissial et les exigences d'un lieu de pèlerinage. L'édifice, bien qu'inachevé, se présente comme une croix latine dotée d'un ample chœur. La nef, de trois travées, est accostée de collatéraux favorisant une circulation aisée au cours des liturgies, en rapport avec une paroisse populeuse et urbaine. Elle débouche sur un transept largement débordant, chaque bras comportant deux travées. Le chœur, prolongeant la distribution à trois vaisseaux de la nef, se termine par une abside pentagonale. Ses nefs latérales font office de déambulatoire, permettant de contourner le chœur liturgique et d'accéder au chevet, lieu de dévotion à Notre-Dame-de-Bonne-Nouvelle. Sacristie et salle de catéchisme se logent quant à elles dans le prolongement des transepts, le long des deux premières travées. 
L'élévation compte deux étages : grandes arcades et fenêtres-hautes. Réalisée dans le style gothique du XIIIe siècle, la basilique s'inspire des cathédrales cathédrale de Chartres, de Clermont et d'Amiens. L'emprunt à ces édifices est particulièrement sensible dans le dessin des remplages des ouvertures : les rosaces des transepts sont la transposition directe de la rose de la façade ouest de Chartres, et les fenêtres-hautes à quatre lancettes dérivent de celles d'Amiens. Malheureusement, l'inachèvement du décor sculpté ne permet pas d'appréhender facilement toutes les sources du projet de Martenot.
Les vitraux de la basilique constituent son élément ornemental majeur. L'essentiel de la vitrerie, déclinant des motifs floraux, est l'œuvre des maîtres-verriers rennais des frères Rault et Lignel. Cependant, les fenêtres-hautes de l'abside recèlent des représentations du culte de Notre-Dame-de-Bonne-Nouvelle, tout comme un certain nombre de rondels. Sont également figurées dans des médaillons des scènes de l'histoire de Bretagne en lien avec la duchesse Anne de Bretagne.

### Galerie

Extérieurs
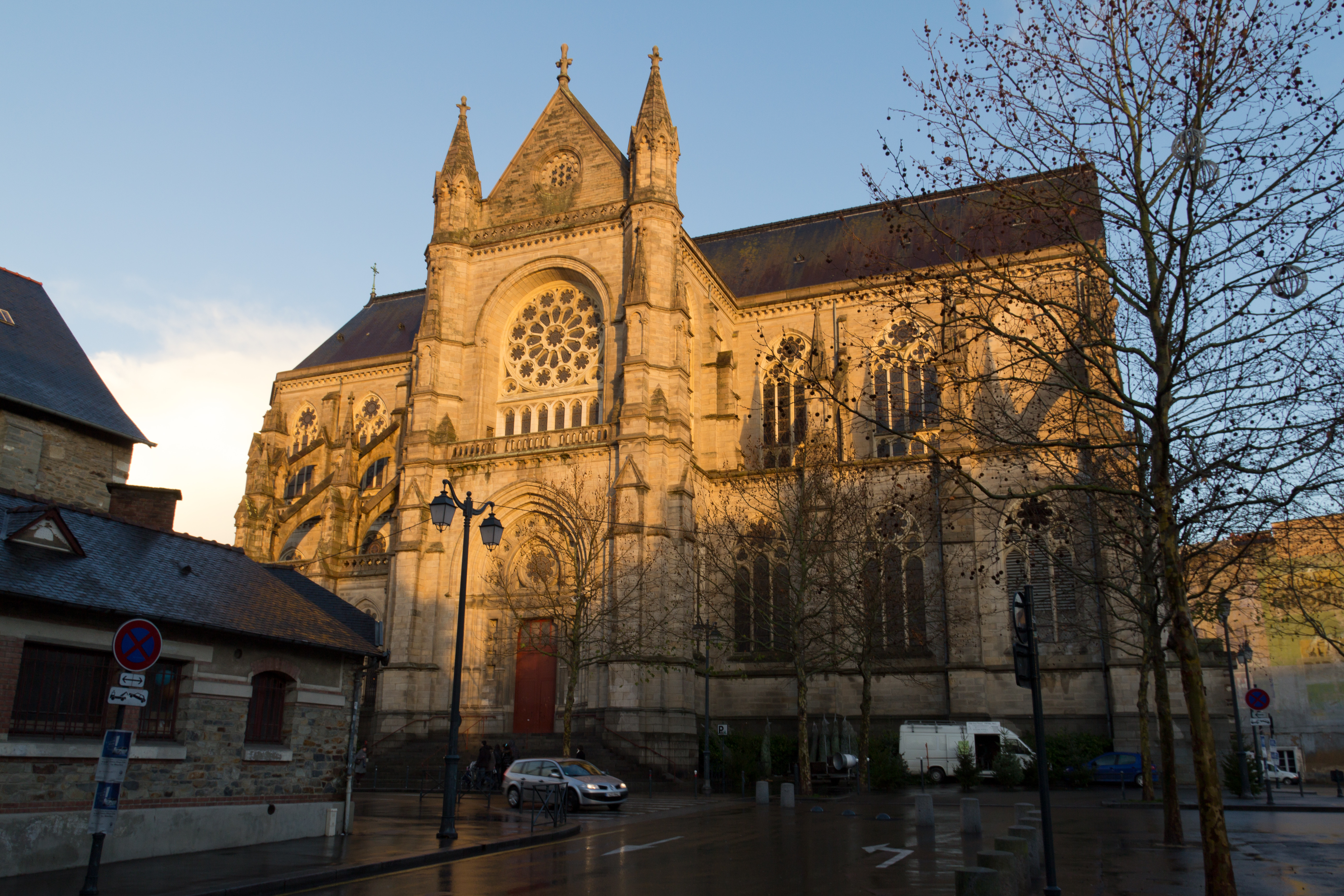
La façade ouest.
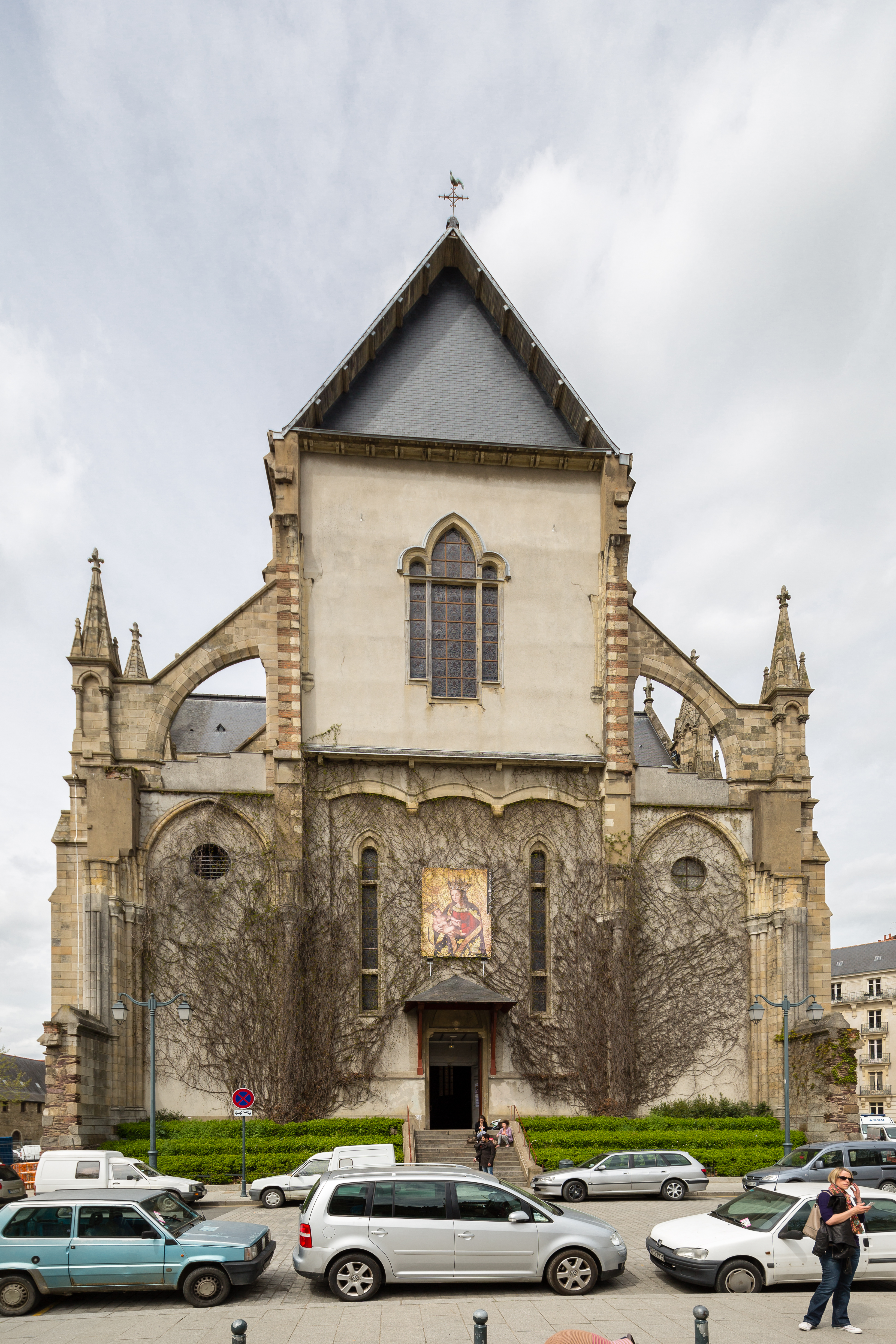
La façade sud.
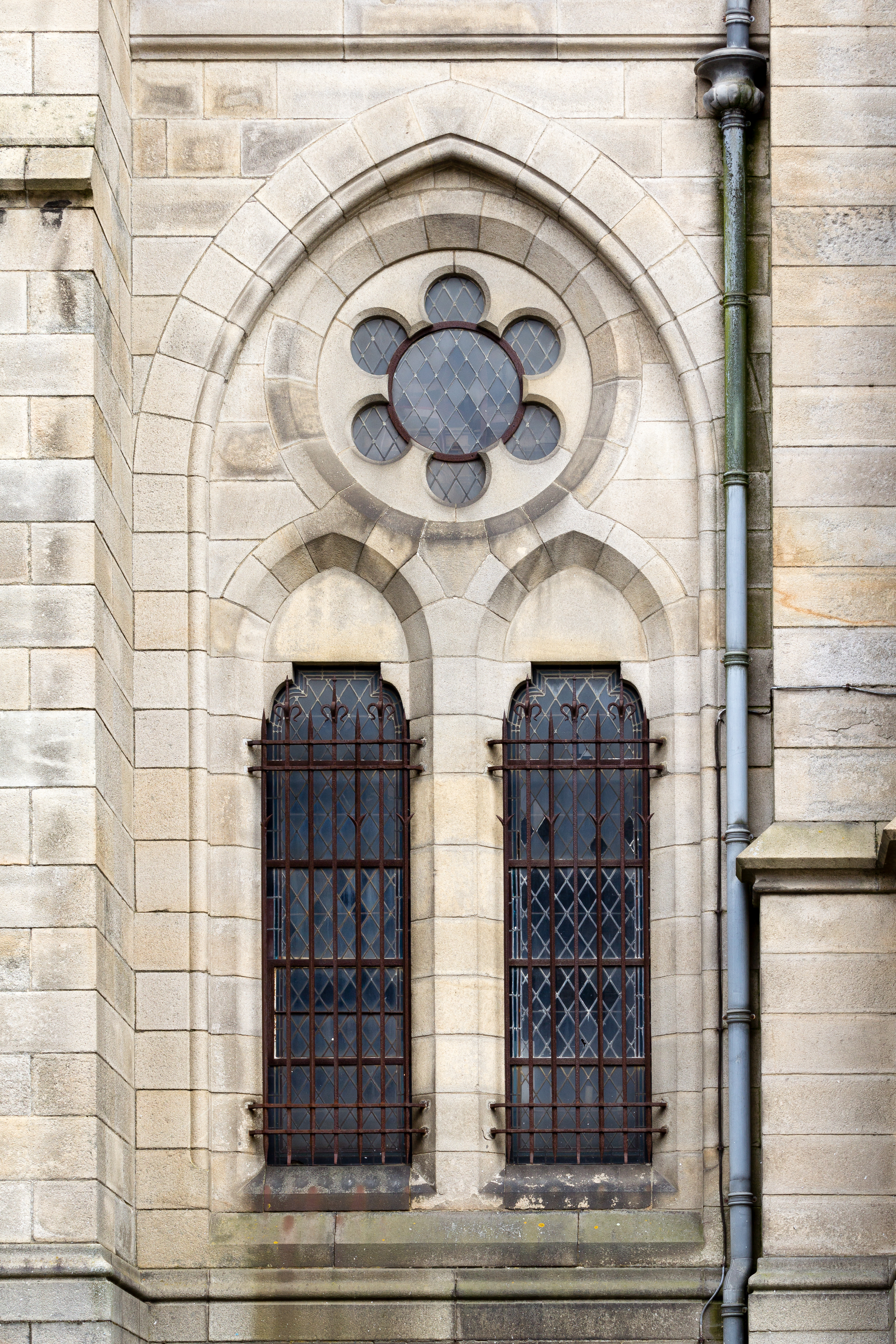
Une fenêtre basse.
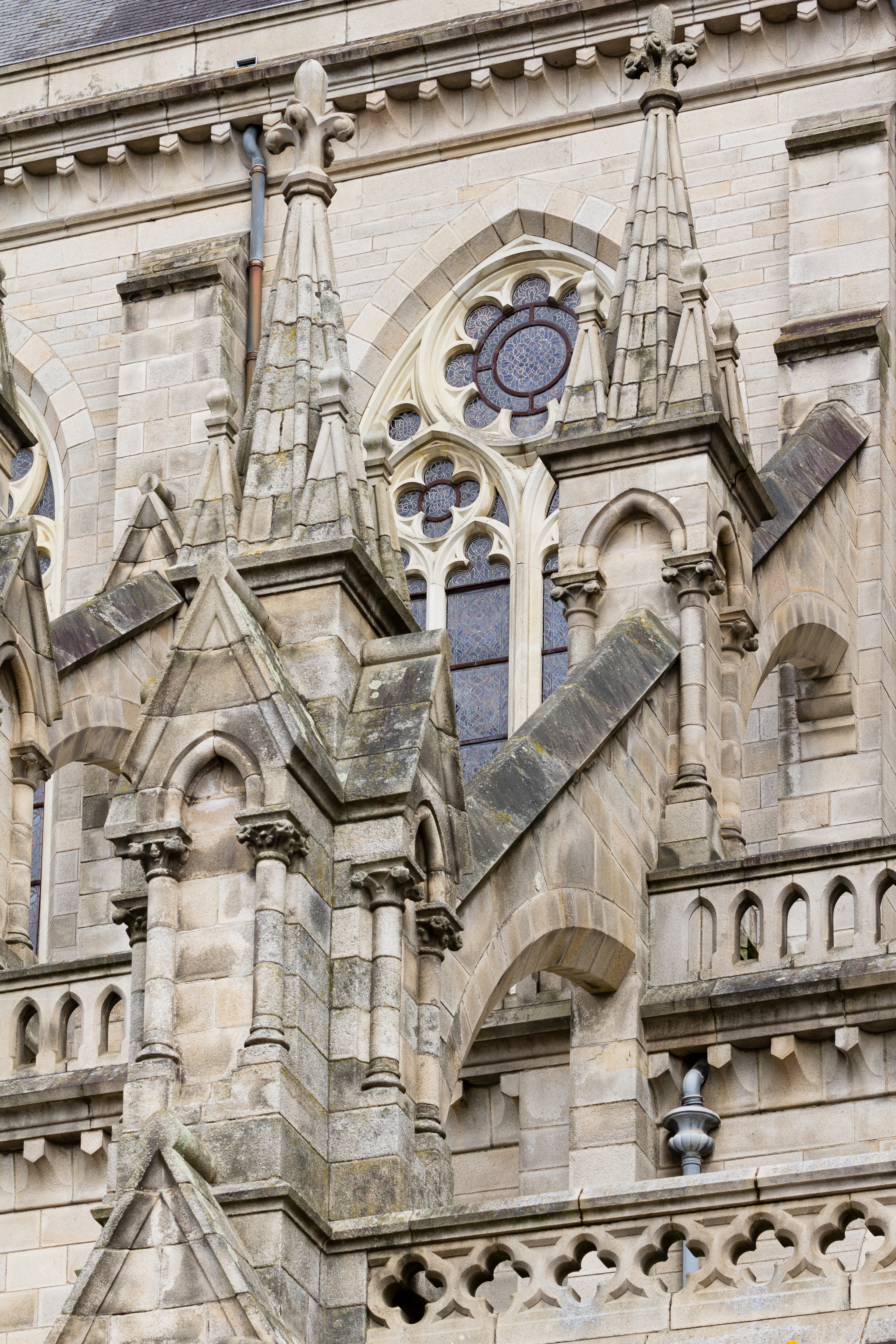
Arcs-boutants et pinacles.
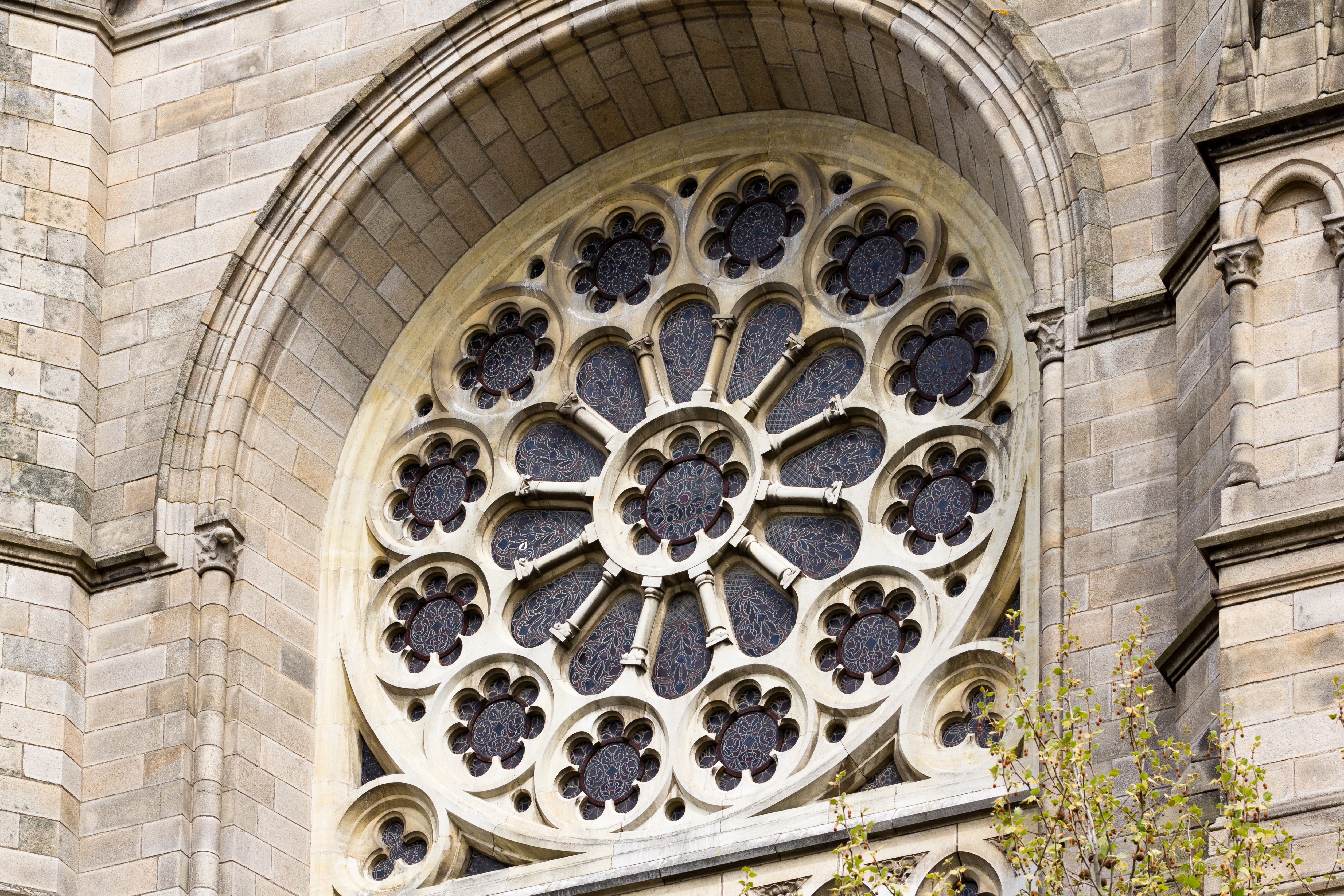
La rosace ouest.

Intérieurs
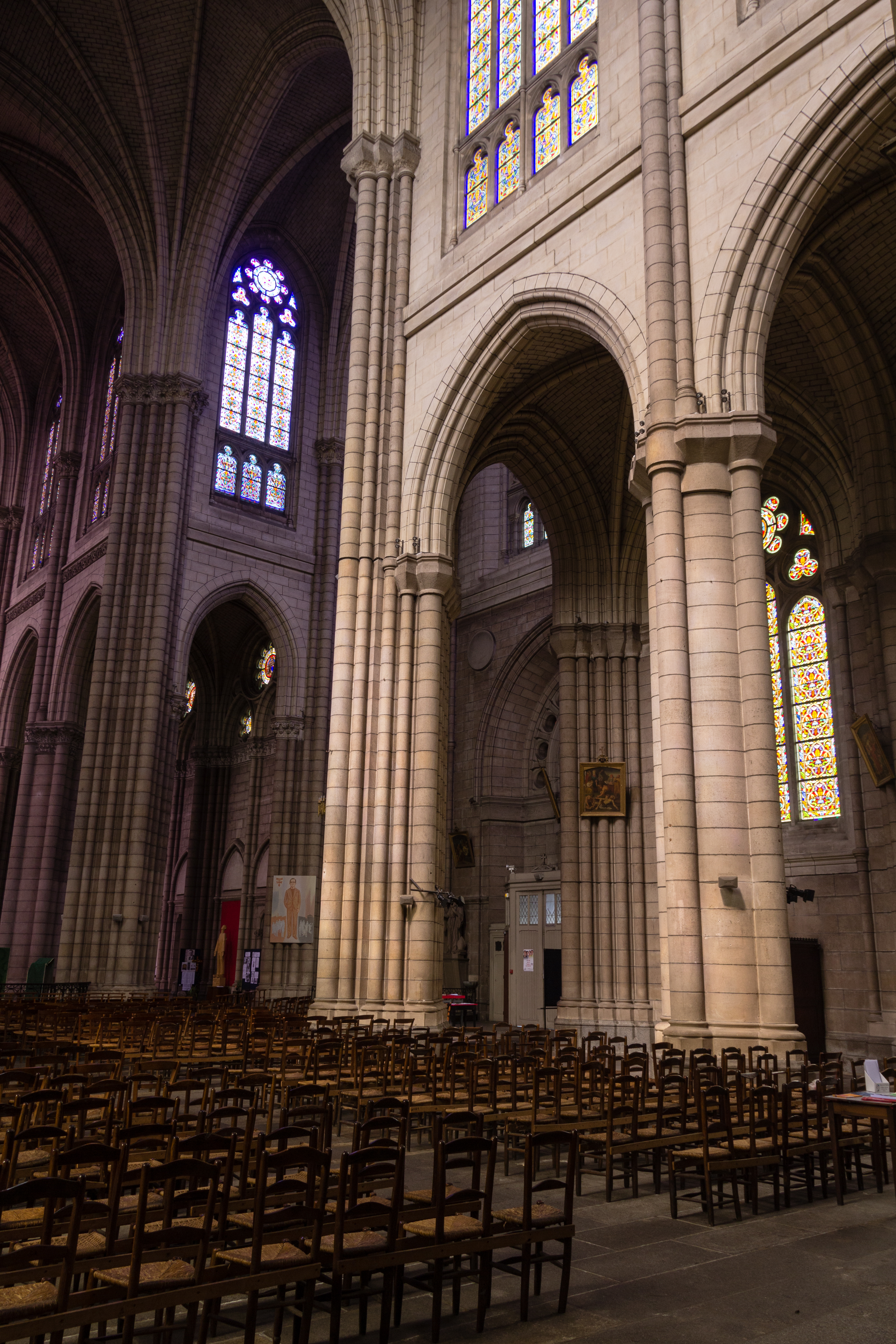
Les arcades de la nef et du chœur.
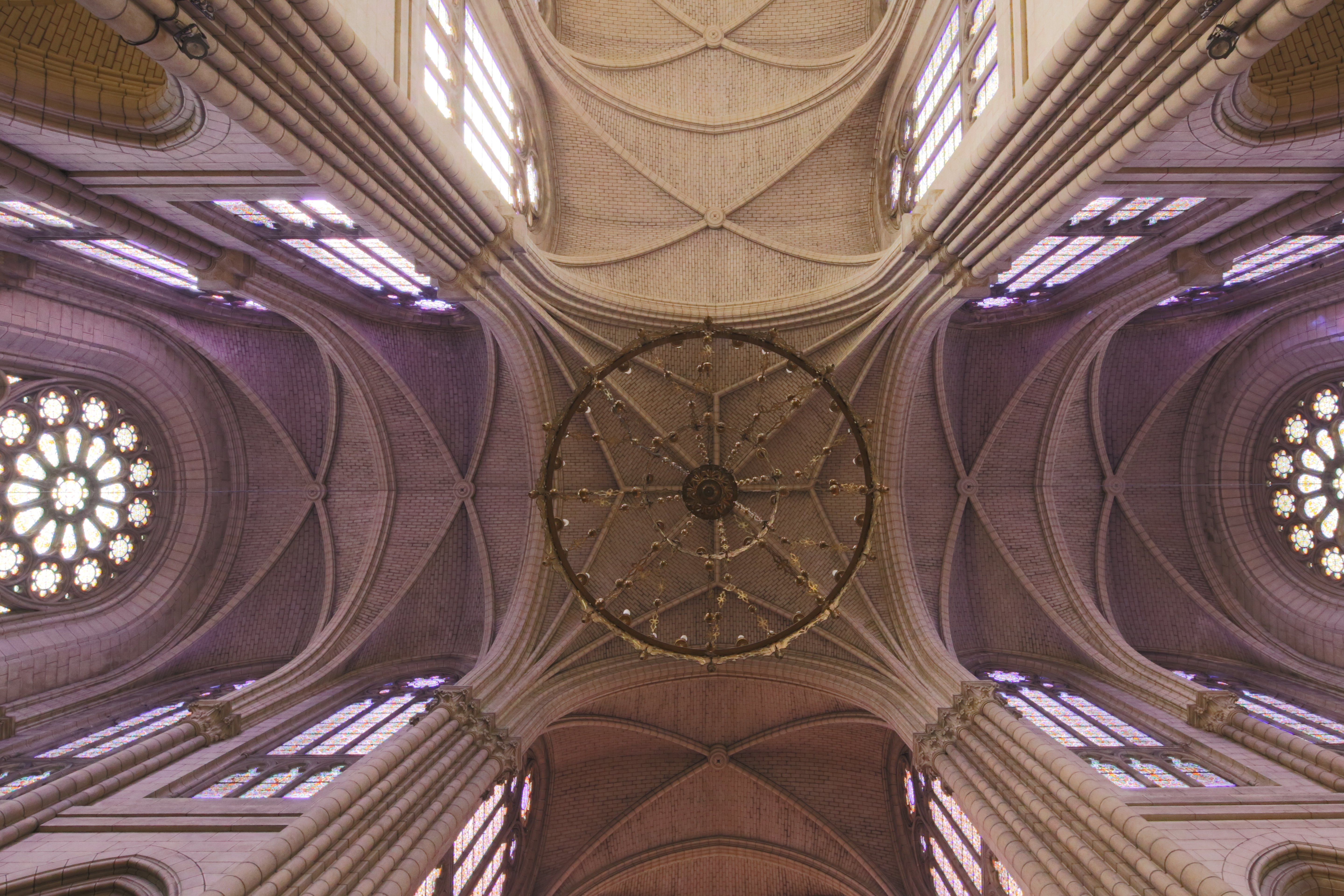
Les voûtes à la croisée du transept.
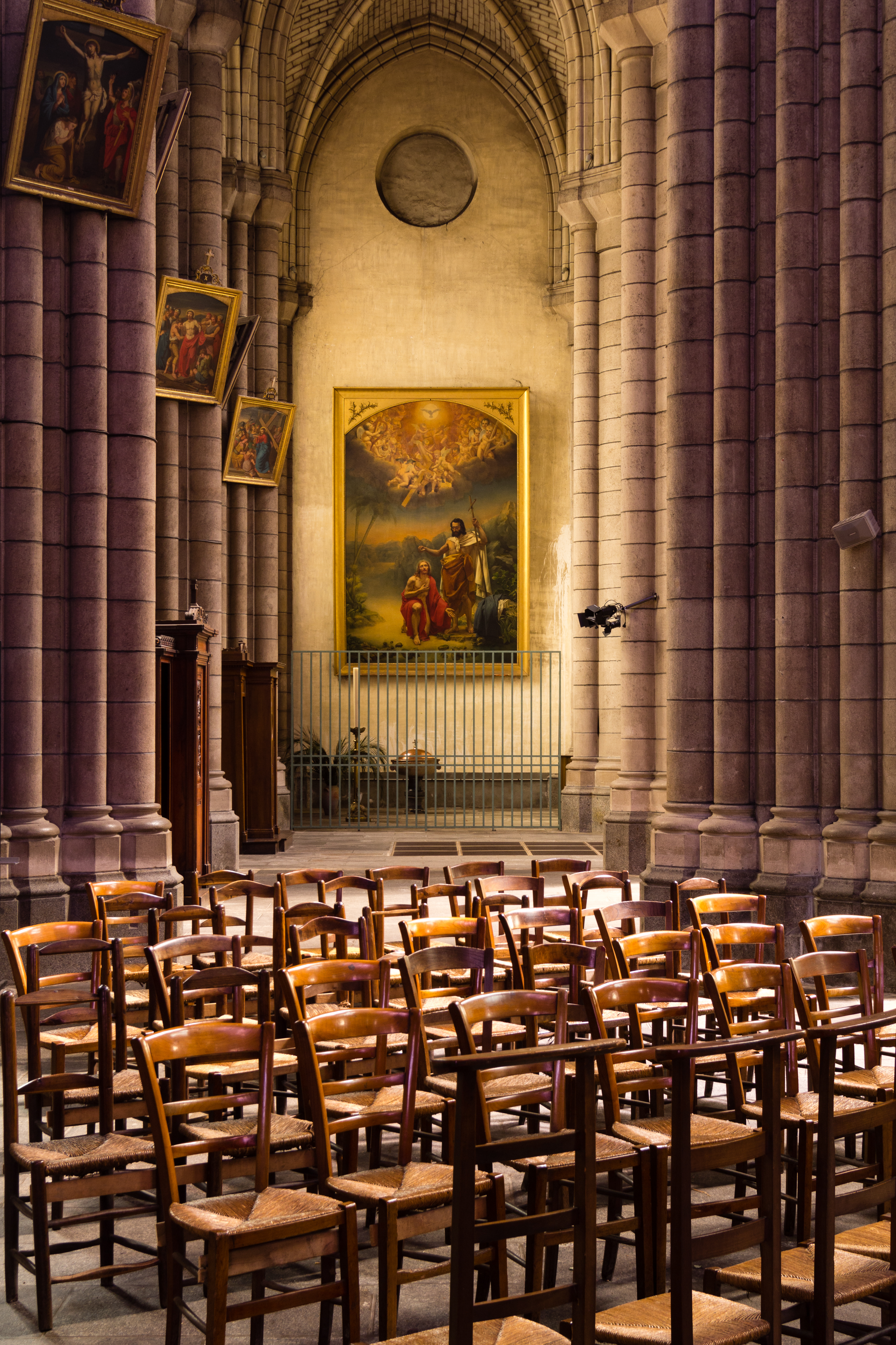
Le collatéral est.

Mobilier liturgique
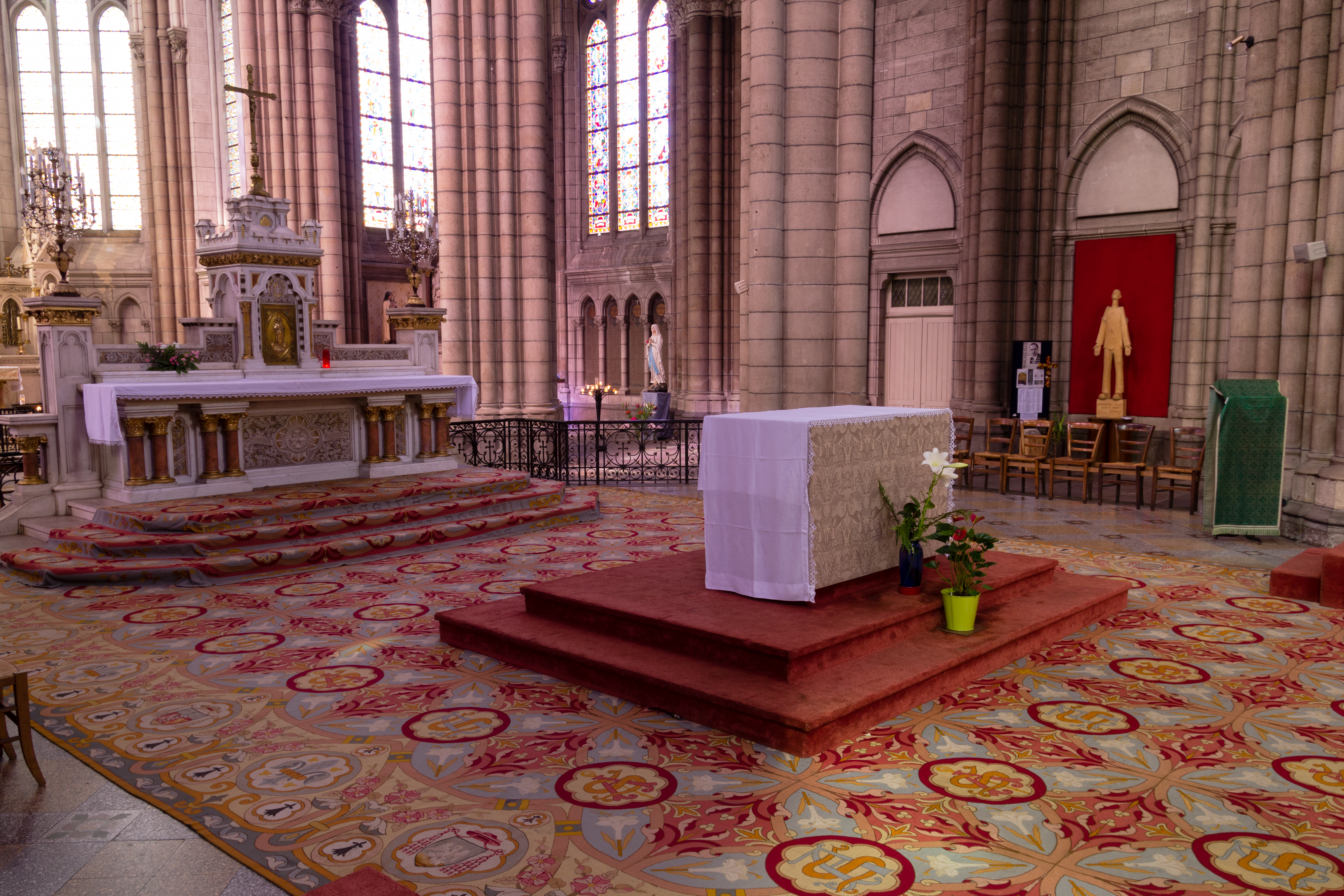
Le chœur liturgique.
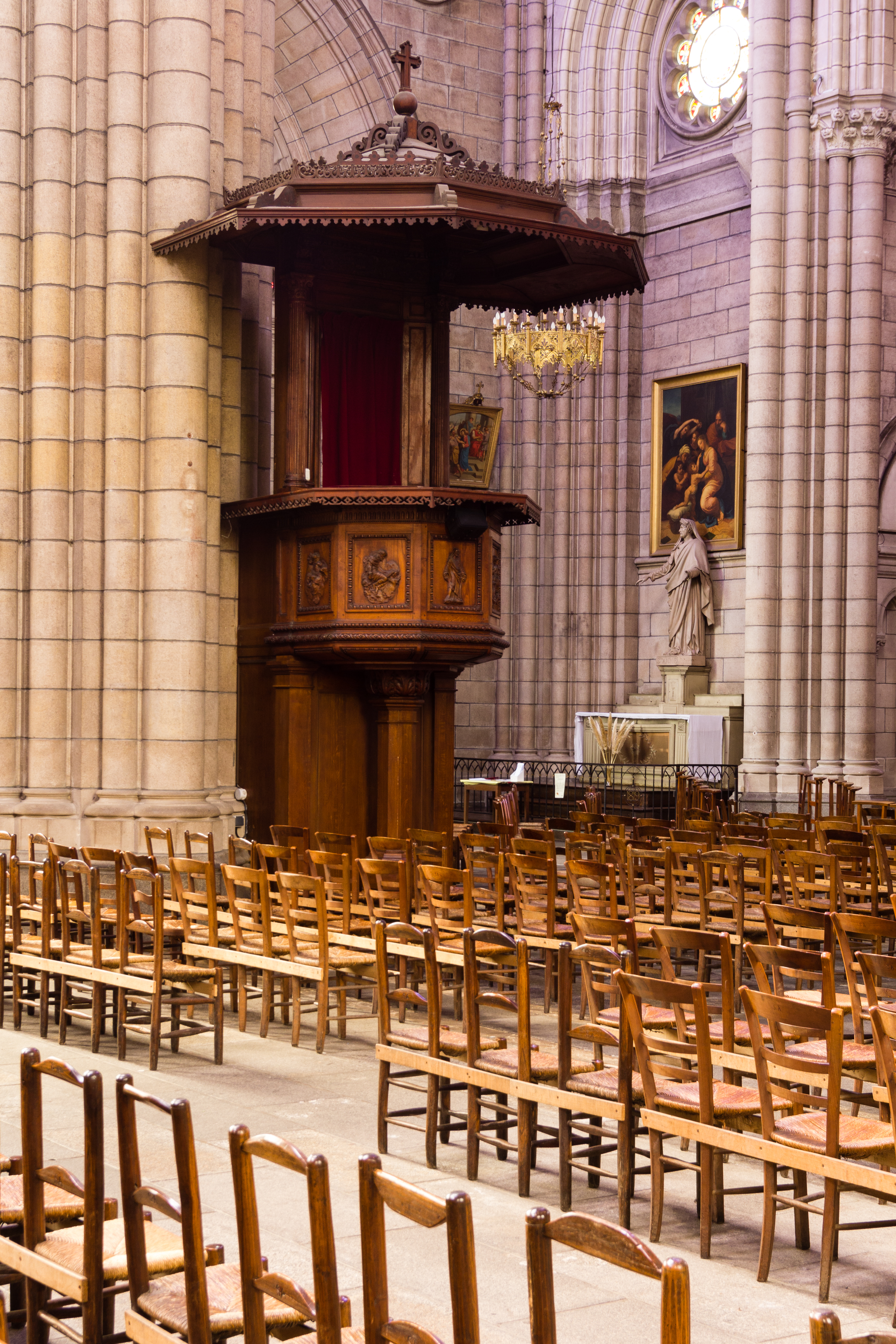
La chaire dans la nef.
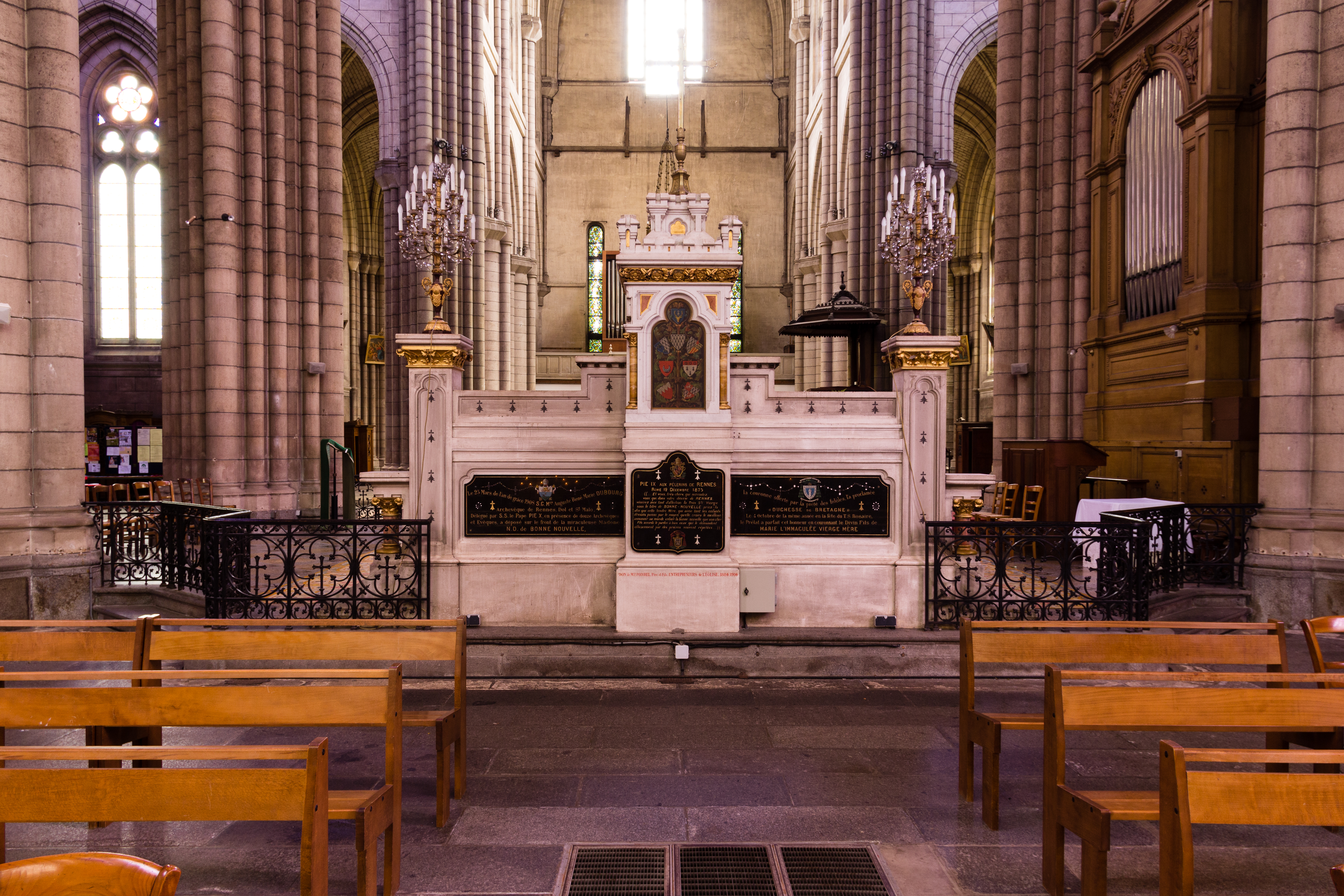
La face arrière du maître-autel.
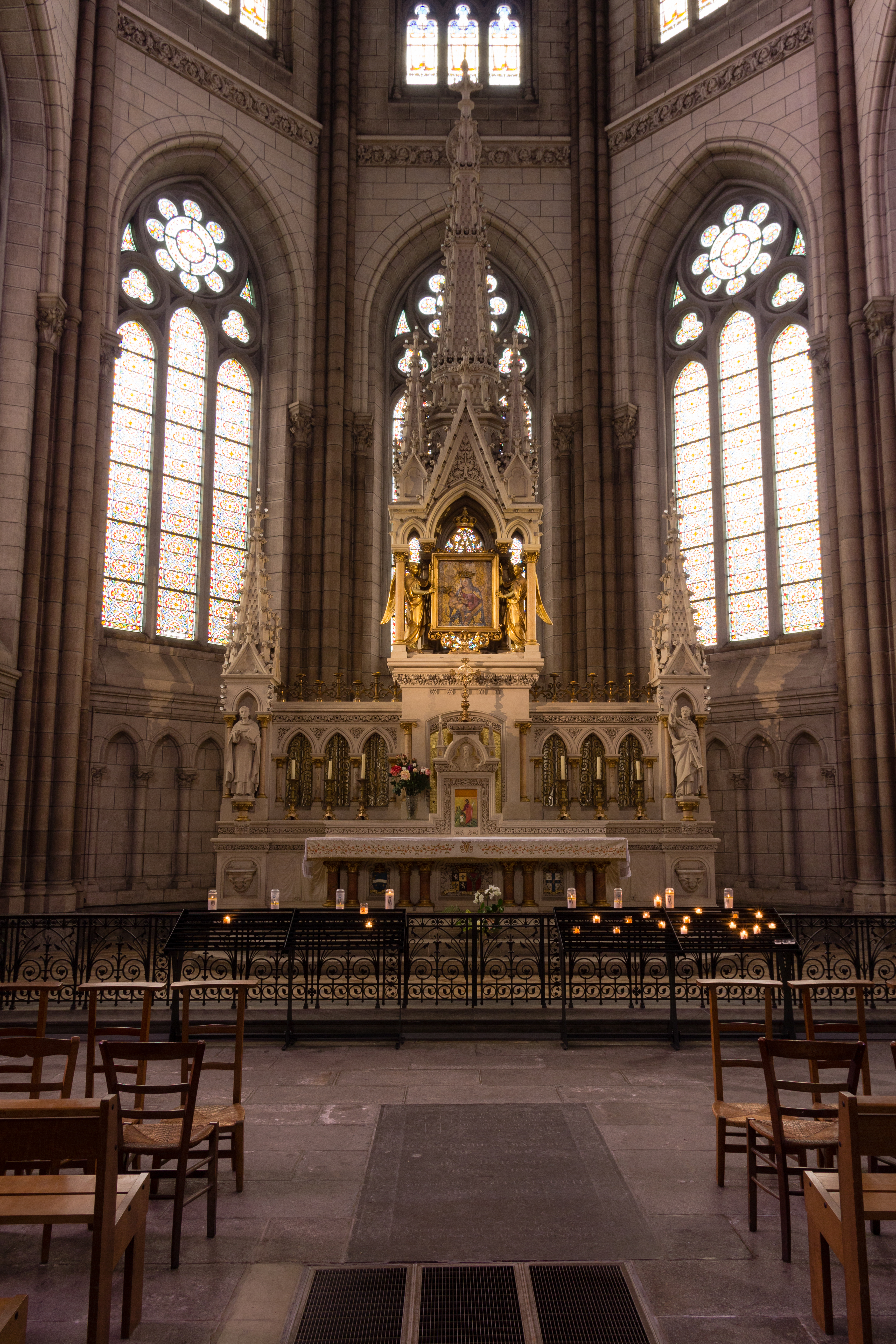
L'autel de Notre-Dame-de-Bonne-Nouvelle.

Vitraux
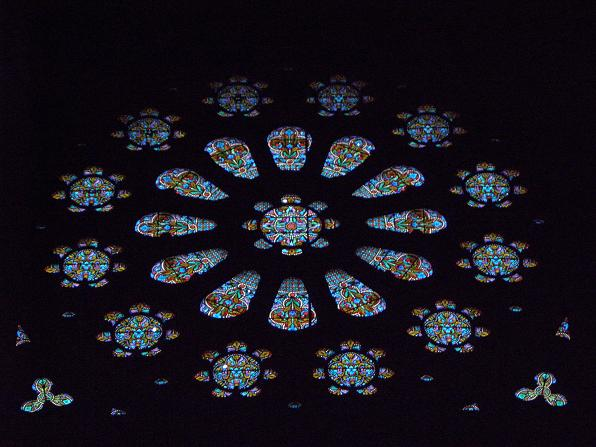
La rosace est.
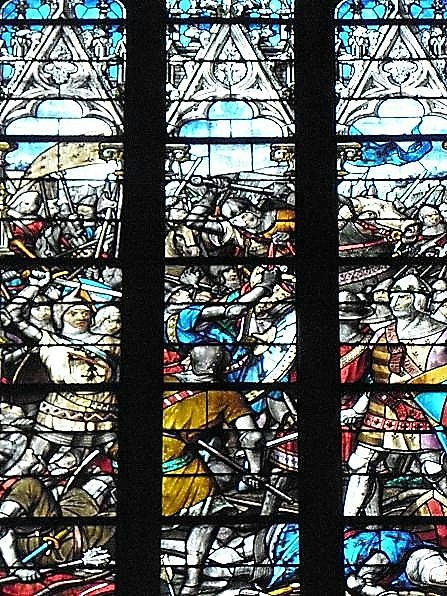
La bataille d'Auray en 1364.
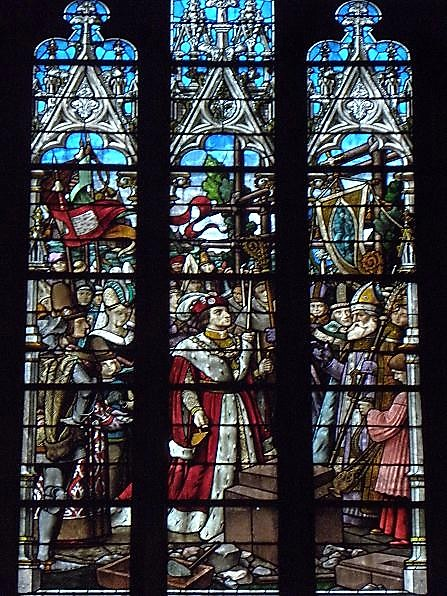
La pose de la première pierre du couvent des Jacobins de Rennes par Jean de Montfort.
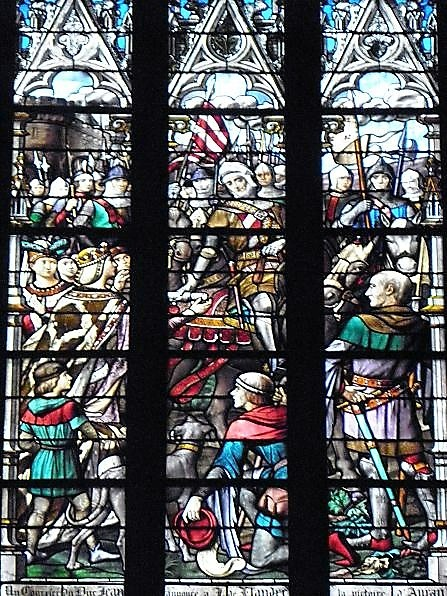
L'annonce à Rennes de la victoire des Montfort sur les Blois.

Édifice inachevé
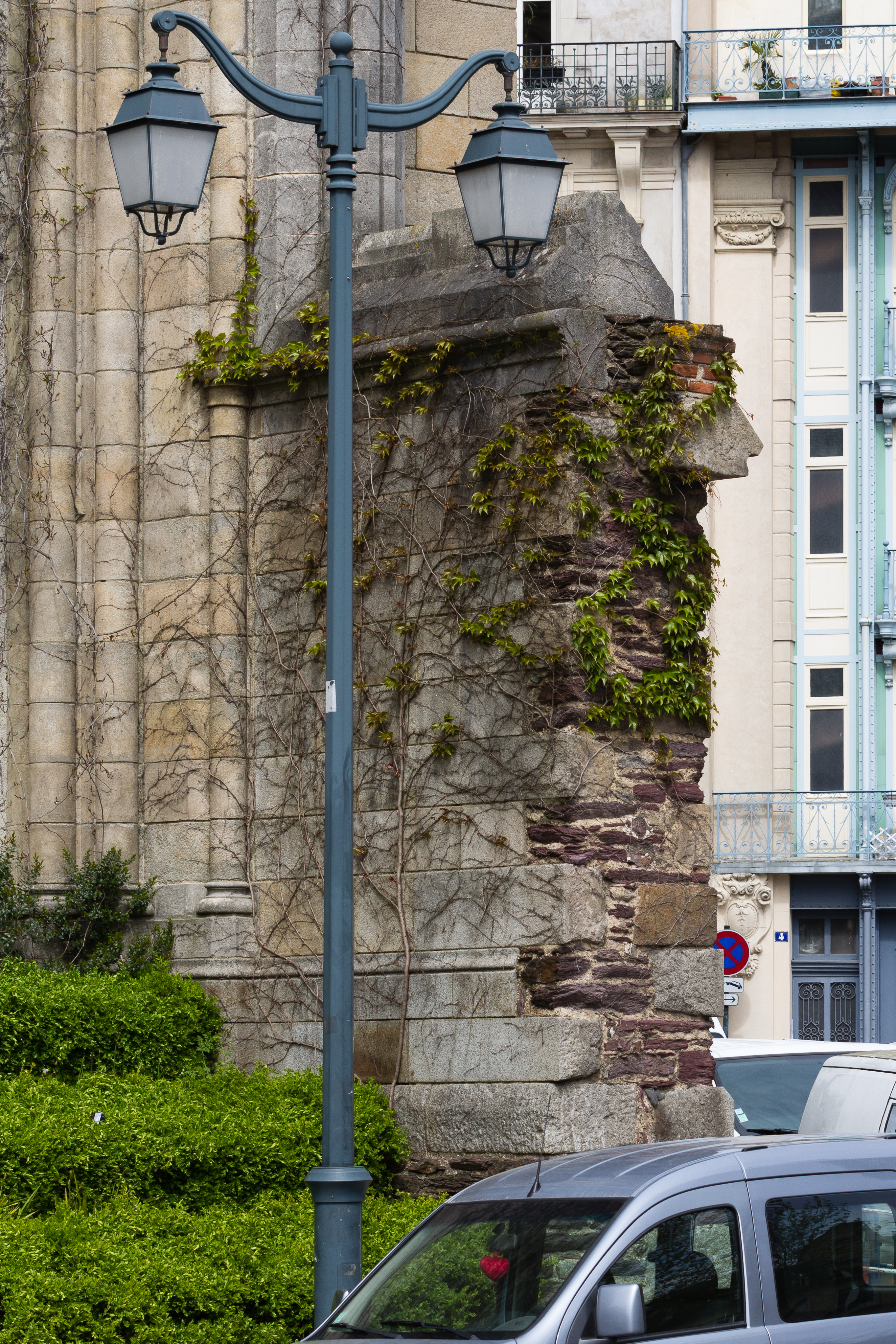
Les premières pierres du mur de la quatrième travée de la nef.
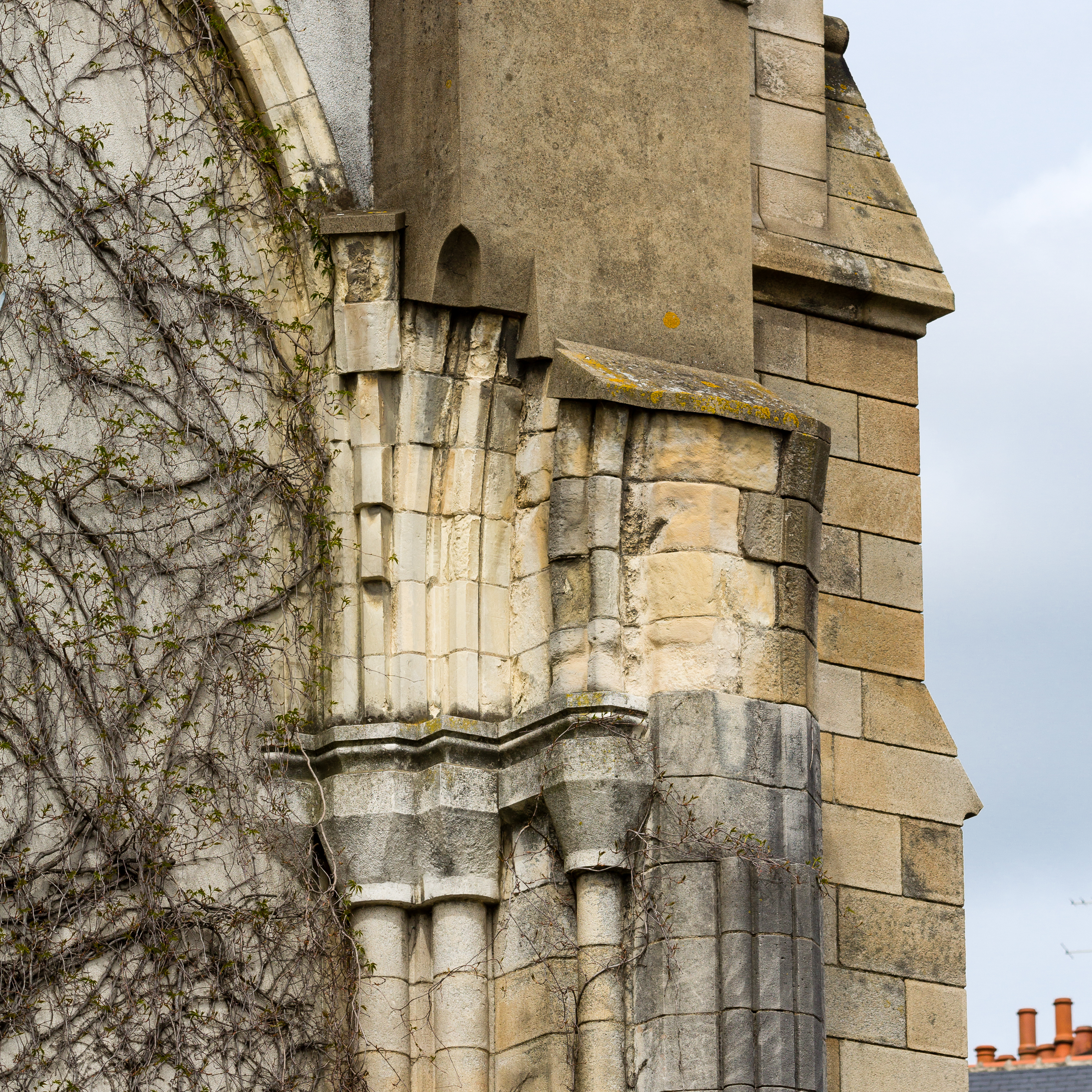
La naissance de la voûte du collatéral.
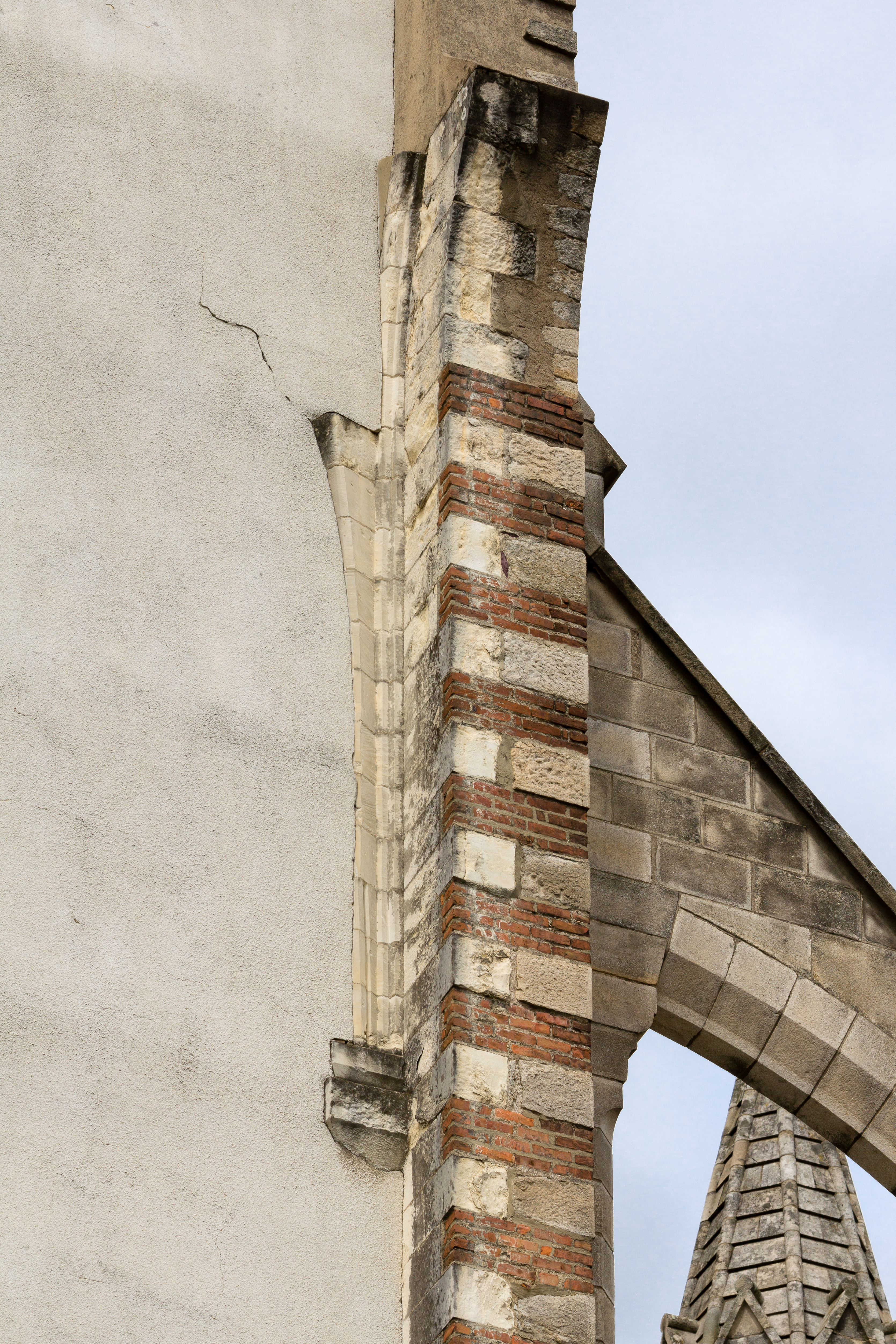
La naissance de la voûte de la nef.
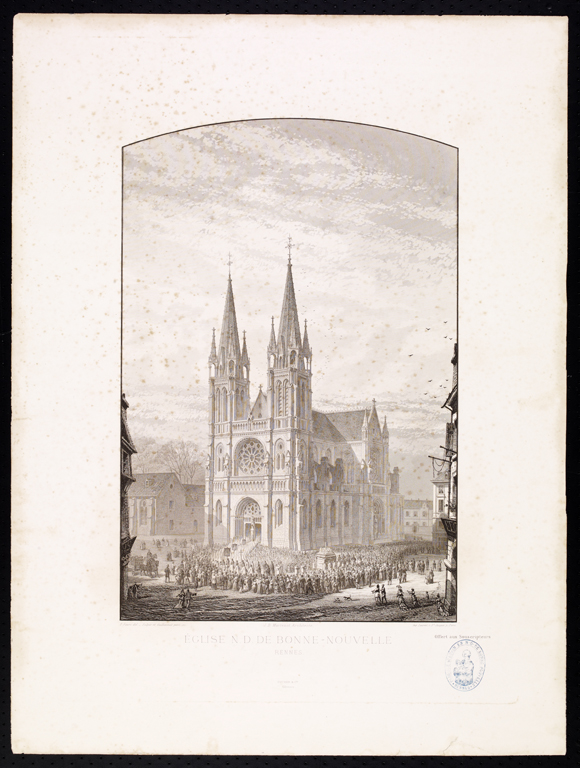
La représentation du projet fini.